# I Still Haven’t Found What I’m Looking For
I Still Haven’t Found What I’m Looking For ist ein Lied der irischen Rockband U2 aus dem Jahr 1987.

## Entstehung und Veröffentlichung
Das Lied wurde von den U2-Mitgliedern Adam Clayton, David Evans (The Edge), Paul Hewson (Bono) und Larry Mullen, Jr. geschrieben. Für die Produktion zeichneten Brian Eno und Daniel Lanois verantwortlich.
Die Erstveröffentlichung von I Still Haven’t Found What I’m Looking For erfolgte als Teil des fünften U2 Studioalbums The Joshua Tree am 9. März 1987 bei Island Records (Katalognummer: 258 219). Am 25. Mai 1987 erschien es als zweite Singleauskopplung aus dem Album. Diese erschien zeitgleich als 7″-Single (Katalognummer: 109 152) sowie Maxi-CD (Katalognummer: 659 152) mit den B-Seiten Deep in the Heart und Spanish Eyes.

## Inhalt
Das Lied stammte aus einer Demoaufnahme der Band, in der der Schlagzeuger Mullen ein ungewöhnliches Schlagzeugmuster aus einem Titel der Band Weather Girls eingespielt hatte. Wie viele Stücke des Albums The Joshua Tree entstand die Musik aus dem Interesse der Band für amerikanische Musik. I Still Haven’t Found What I’m Looking For enthält Einflüsse der Gospel-Musik.

## Rezeption
I Still Haven’t Found What I’m Looking For wurde zweimal für die Grammy Awards 1988 nominiert (Record of the Year und Song of the Year). Es gehört zu den bekanntesten Stücken der Band und wird regelmäßig auf Konzerten von U2 gespielt.

## Kommerzieller Erfolg

### Chartplatzierungen
I Still Haven’t Found What I’m Looking For avancierte zum Nummer-eins-Hit in Irland und den US-amerikanischen Billboard Hot 100. In den Vereinigten Staaten war es nach dem Vorgänger With or Without You der zweite Nummer-eins-Hit der Band.
| ChartsChartplatzierungen       | Höchstplatzierung | Wochen/ Monate |
| ------------------------------ | ----------------- | -------------- |
| Deutschland (GfK)              | 13 (15 Wo.)       | 15 Wo.         |
| Irland (IRMA)                  | 1 (7 Wo.)         | 7 Wo.          |
| Österreich (Ö3)                | 10 (2,5 Mt.)      | 2,5 Mt.        |
| Schweiz (IFPI)                 | 18 (9 Wo.)        | 9 Wo.          |
| Vereinigte Staaten (Billboard) | 1 (17 Wo.)        | 17 Wo.         |
| Vereinigtes Königreich (OCC)   | 6 (11 Wo.)        | 11 Wo.         |

| ChartsJahrescharts (1987)      | Platzierung |
| ------------------------------ | ----------- |
| Vereinigte Staaten (Billboard) | 23          |

### Auszeichnungen für Musikverkäufe
| Land/Region                  | Auszeichnungen für Musikverkäufe (Land/Region, Auszeichnung, Verkäufe) | Verkäufe  |
| ---------------------------- | ---------------------------------------------------------------------- | --------- |
| Australien (ARIA)            | Gold                                                                   | 35.000    |
| Brasilien (PMB)              | Gold                                                                   | 30.000    |
| Dänemark (IFPI)              | Platin                                                                 | 90.000    |
| Deutschland (BVMI)           | Gold                                                                   | 250.000   |
| Italien (FIMI)               | Platin                                                                 | 70.000    |
| Kanada (MC)                  | Gold                                                                   | 50.000    |
| Neuseeland (RMNZ)            | 4× Platin                                                              | 120.000   |
| Österreich (IFPI)            | Gold                                                                   | 50.000    |
| Spanien (Promusicae)         | Platin                                                                 | 60.000    |
| Vereinigtes Königreich (BPI) | 2× Platin                                                              | 1.200.000 |
| Insgesamt                    | 4× Gold · 9× Platin ·                                                  | 1.955.000 |

Hauptartikel: U2 (Band)/Auszeichnungen für Musikverkäufe